# Berles-Monchel
Berles-Monchel est une commune française située dans le département du Pas-de-Calais en région Hauts-de-France. Ses habitants sont appelés les Berlois. La commune est membre de la communauté de communes des Campagnes de l'Artois.

## Géographie

### Localisation
Localisée dans le sud-est du département du Pas-de-Calais, Berles-Monchel se situe à 17 km à l'est de Saint-Pol-sur-Ternoise et à 19 km au nord-ouest d'Arras (chef-lieu d'arrondissement,.
Le territoire de la commune est limitrophe de ceux de six communes.
Les communes limitrophes sont Villers-Brûlin, Izel-lès-Hameau, Penin, Savy-Berlette, Tilloy-lès-Hermaville et Tincques.

### Géologie et relief
La superficie de la commune est de 8,33 km2 ; son altitude varie de 97  à   132 mètres.

### Hydrographie
Le territoire de la commune est situé dans le bassin Artois-Picardie.
La commune est traversée par la rivière Scarpe, cours d'eau naturel non navigable de 26,8 km qui prend sa source dans la commune de Tincques et se jette dans la Scarpe canalisée au niveau de la commune de Saint-Nicolas, et par le ruisseau le Fleurin 1,52 km, qui prend sa source dans la commune, se jette dans la Scarpe au niveau de la commune.

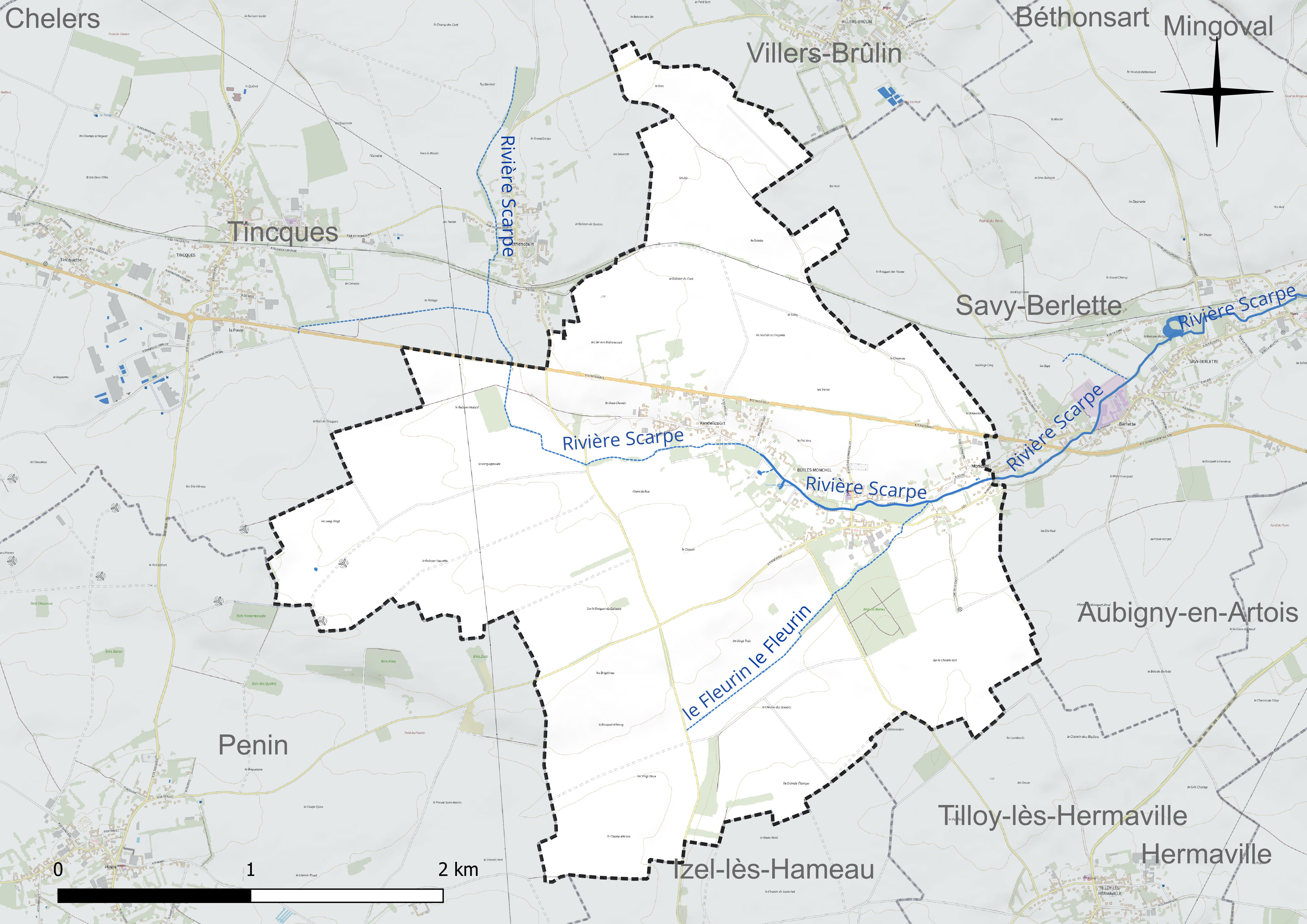
Réseau hydrographique de Berles-Monchel[Note 1].
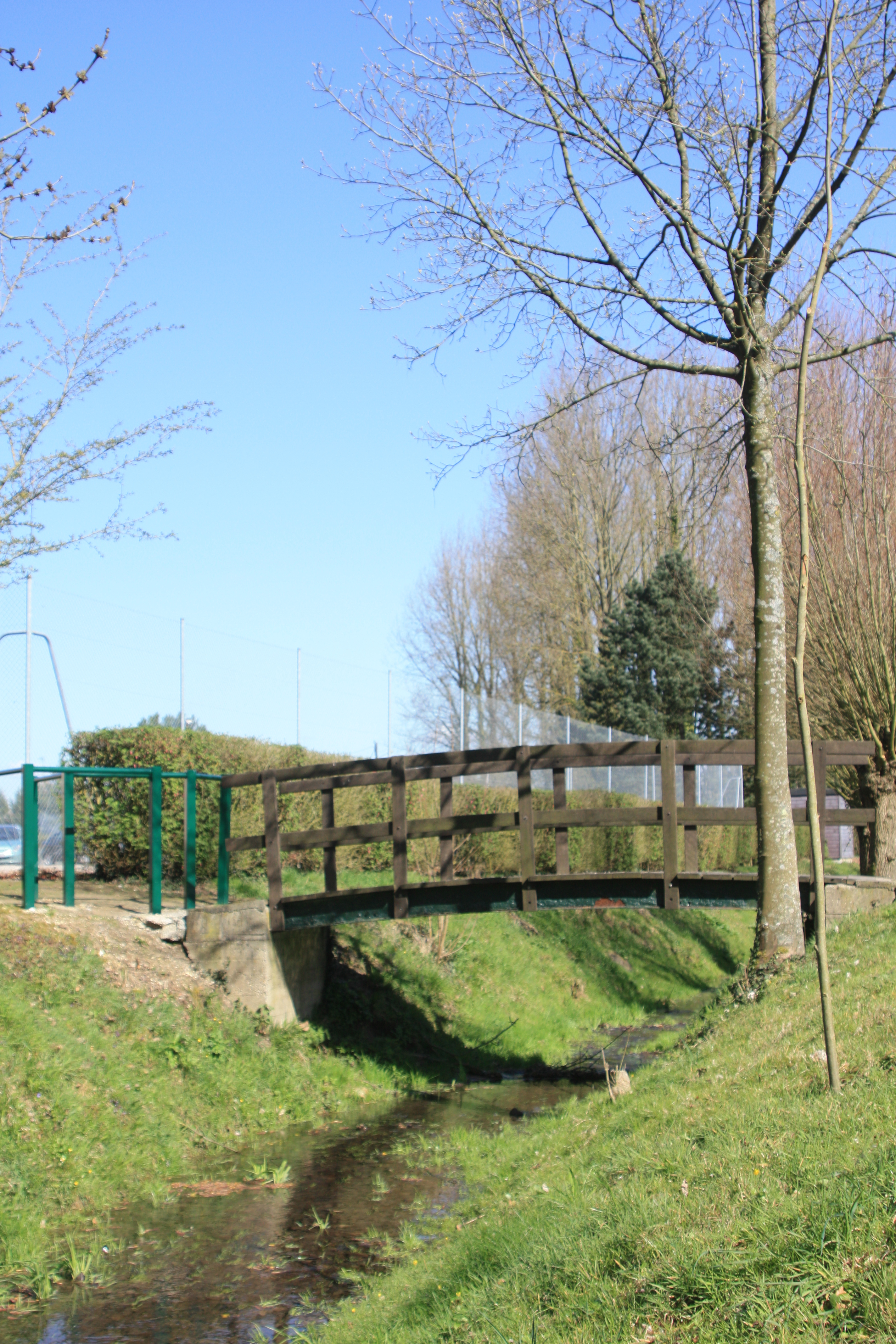
La Scarpe.

### Climat
Pour des articles plus généraux, voir Climat des Hauts-de-France et Climat du Pas-de-Calais.
En 2010, le climat de la commune est de type climat océanique dégradé des plaines du Centre et du Nord, selon une étude du CNRS s'appuyant sur une série de données couvrant la période 1971-2000. En 2020, Météo-France publie une typologie des climats de la France métropolitaine dans laquelle la commune est exposée à un climat océanique et est dans la région climatique Côtes de la Manche orientale, caractérisée par un faible ensoleillement (1 550 h/an) ; forte humidité de l’air (plus de 20 h/jour avec humidité relative > 80 % en hiver), vents forts fréquents.
Pour la période 1971-2000, la température annuelle moyenne est de 10,2 °C, avec une amplitude thermique annuelle de 13,9 °C. Le cumul annuel moyen de précipitations est de 825 mm, avec 12,8 jours de précipitations en janvier et 9 jours en juillet. Pour la période 1991-2020, la température moyenne annuelle observée sur la station météorologique la plus proche, située sur la commune de Saulty à 15 km à vol d'oiseau, est de 10,4 °C et le cumul annuel moyen de précipitations est de 899,7 mm,. Pour l'avenir, les paramètres climatiques de la commune estimés pour 2050 selon différents scénarios d'émission de gaz à effet de serre sont consultables sur un site dédié publié par Météo-France en novembre 2022.

### Milieux naturels et biodiversité
La commune possède deux espaces naturels, les Balaztels et la Peupleraie,.

#### Inventaire national du patrimoine géologique
Sur le territoire de la commune se trouvent les affleurements de nappe dans l'Artois à l'origine de l'Aa, de la Canche, de la Scarpe qui sont inscrits à l'inventaire national du patrimoine géologique. Les sources sont identifiables par la présence de zones humides.

## Urbanisme

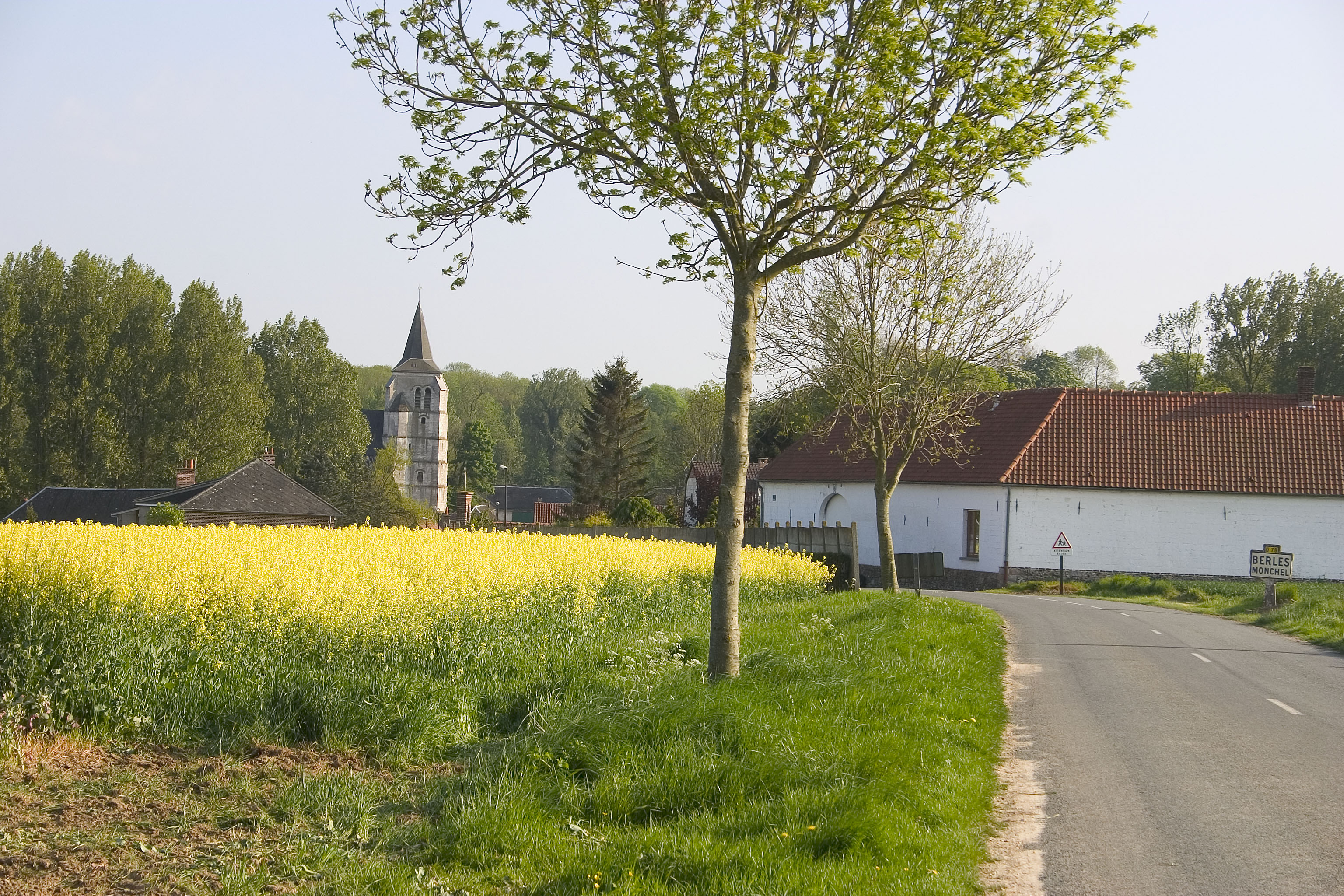
Une entrée du village

### Typologie
Au 1er janvier 2024, Berles-Monchel est catégorisée commune rurale à habitat dispersé, selon la nouvelle grille communale de densité à sept niveaux définie par l'Insee en 2022.
Elle appartient à l'unité urbaine d'Aubigny-en-Artois, une agglomération intra-départementale regroupant six  communes, dont elle est une commune de la banlieue,,. Par ailleurs la commune fait partie de l'aire d'attraction d'Arras, dont elle est une commune de la couronne,. Cette aire, qui regroupe 163 communes, est catégorisée dans les aires de 50 000 à moins de 200 000 habitants,.

### Occupation des sols
L'occupation des sols de la commune, telle qu'elle ressort de la base de données européenne d’occupation biophysique des sols Corine Land Cover (CLC), est marquée par l'importance des territoires agricoles (89,1 % en 2018), en diminution par rapport à 1990 (96,9 %). La répartition détaillée en 2018 est la suivante : 
terres arables (84,9 %), zones urbanisées (7,8 %), prairies (4,2 %), forêts (3,1 %). L'évolution de l’occupation des sols de la commune et de ses infrastructures peut être observée sur les différentes représentations cartographiques du territoire : la carte de Cassini (XVIIIe siècle), la carte d'état-major (1820-1866) et les cartes ou photos aériennes de l'IGN pour la période actuelle (1950 à aujourd'hui).

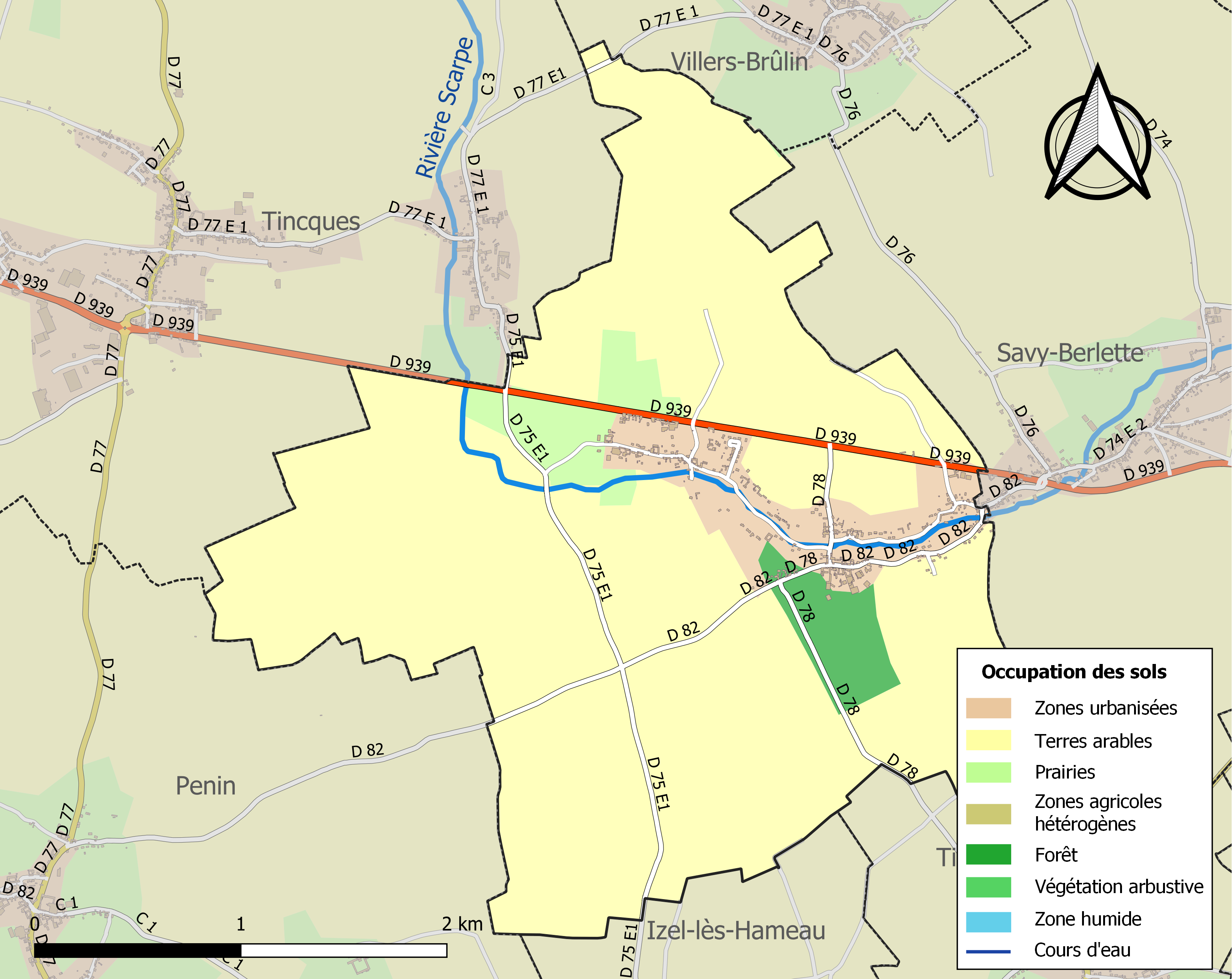
Carte des infrastructures et de l'occupation des sols de la commune en 2018 (CLC).

### Voies de communication et transports

#### Voies de communication
La commune est desservie par les routes départementales D 78, D 82 et la D 939 qui relie Arras et Le Touquet-Paris-Plage.

#### Transport ferroviaire
La commune se trouve à 3 km de la gare de Savy-Berlette, située sur la ligne d'Arras à Saint-Pol-sur-Ternoise, et desservie par des trains TER Hauts-de-France.

## Toponymie
Le nom de la localité est attesté sous les formes Berla (1154-1159), Belle (1285), Berlle (1310), Belle-Lez-Aubigny (1478), Berlles (1444), Berlemonchel-Notre-Dame-en-Artois (1541), Berles-Monchel (1772), Berles-lez-Berlette (1739), Berles (1793), Berles et Berles-Monchel depuis 1801.
Nom issu du mot berula, « cresson de fontaine ».
Monchel est un hameau de la commune de Berles.

## Histoire

### Première Guerre mondiale
Pendant la Première guerre mondiale, à différents moments comme en novembre 1914 ou après la bataille de l'Artois (mai-juin 1915), début juillet 1915, Aubigny-en-Artois et des communes proches en arrière du front (Berles-Monchel, Savy-Berlette), ont servi de lieux de cantonnement pour les troupes.

### Seconde Guerre mondiale
Au début de la Seconde Guerre mondiale, au cours de la bataille de France, le 22 mai 1940, le 2e régiment d'infanterie de la 3e division SS Totenkopf, sous les ordres du Sturmbannführer Bellwildt et du Gruppenführer Theodor Eicke, tue 30 personnes à Berles-Monchel.

## Politique et administration

### Découpage territorial
La commune se trouve dans l'arrondissement d'Arras du département du Pas-de-Calais.

#### Commune et intercommunalités
La commune est membre de la communauté de communes des Campagnes de l'Artois qui regroupe 96 communes et totalise 33 141 habitants en 2021.

#### Circonscriptions administratives
La commune était rattachée au  canton d'Aubigny (1793 et 1801) et aujourd'hui au canton d'Avesnes-le-Comte.

#### Circonscriptions électorales
Pour l'élection des députés, la commune fait partie de la première circonscription du Pas-de-Calais.

### Élections municipales et communautaires

#### Liste des maires
| Période                                  | Période                      | Identité              | Étiquette | Qualité                                                                     |
| ---------------------------------------- | ---------------------------- | --------------------- | --------- | --------------------------------------------------------------------------- |
| Les données manquantes sont à compléter. |                              |                       |           |                                                                             |
| mars 2001                                | 2008                         | Léon Gottrant         |           |                                                                             |
| mars 2008                                | En cours (au 1 février 2022) | Jean-Jacques Thellier |           | Agriculteur Réélu pour le mandat 2014-2020, Réélu pour le mandat 2020-2026, |

## Équipements et services publics

### Justice, sécurité, secours et défense
La commune dépend du tribunal judiciaire d'Arras, du conseil de prud'hommes d'Arras, de la cour d'appel de Douai, du tribunal de commerce d'Arras, du tribunal administratif de Lille, de la cour administrative d'appel de Douai et du tribunal pour enfants d'Arras.

## Population et société

### Démographie
Les habitants de la commune sont appelés les Berlois.

#### Évolution démographique
L'évolution du nombre d'habitants est connue à travers les recensements de la population effectués dans la commune depuis 1793. Pour les communes de moins de 10 000 habitants, une enquête de recensement portant sur toute la population est réalisée tous les cinq ans, les populations de référence des années intermédiaires étant quant à elles estimées par interpolation ou extrapolation. Pour la commune, le premier recensement exhaustif entrant dans le cadre du nouveau dispositif a été réalisé en 2007.

En 2022, la commune comptait 487 habitants, en évolution de −0,61 % par rapport à 2016 (Pas-de-Calais : −0,72 %, France hors Mayotte : +2,11 %).
| 1793 | 1800 | 1806 | 1821 | 1831 | 1836 | 1841 | 1846 | 1851 |
| ---- | ---- | ---- | ---- | ---- | ---- | ---- | ---- | ---- |
| 434  | 421  | 432  | 455  | 467  | 469  | 455  | 470  | 498  |

| 1856 | 1861 | 1866 | 1872 | 1876 | 1881 | 1886 | 1891 | 1896 |
| ---- | ---- | ---- | ---- | ---- | ---- | ---- | ---- | ---- |
| 501  | 493  | 487  | 474  | 498  | 471  | 419  | 425  | 420  |

| 1901 | 1906 | 1911 | 1921 | 1926 | 1931 | 1936 | 1946 | 1954 |
| ---- | ---- | ---- | ---- | ---- | ---- | ---- | ---- | ---- |
| 412  | 393  | 368  | 375  | 374  | 337  | 337  | 356  | 386  |

| 1962 | 1968 | 1975 | 1982 | 1990 | 1999 | 2006 | 2007 | 2012 |
| ---- | ---- | ---- | ---- | ---- | ---- | ---- | ---- | ---- |
| 359  | 361  | 347  | 349  | 434  | 440  | 455  | 457  | 493  |

| 2017 | 2022 | - | - | - | - | - | - | - |
| ---- | ---- | - | - | - | - | - | - | - |
| 488  | 487  | - | - | - | - | - | - | - |

#### Pyramide des âges
En 2018, le taux de personnes d'un âge inférieur à 30 ans s'élève à 35,9 %, soit en dessous de la moyenne départementale (36,7 %). De même, le taux de personnes d'âge supérieur à 60 ans est de 22,3 % la même année, alors qu'il est de 24,9 % au niveau départemental.
En 2018, la commune comptait 253 hommes pour 236 femmes, soit un taux de 51,74 % d'hommes, largement supérieur au taux départemental (48,5 %).
Les pyramides des âges de la commune et du département s'établissent comme suit.
| Hommes | Classe d’âge | Femmes |
| ------ | ------------ | ------ |
| 0,0    | 90 ou +      | 0,4    |
| 5,6    | 75-89 ans    | 8,1    |
| 16,4   | 60-74 ans    | 14,1   |
| 19,9   | 45-59 ans    | 20,8   |
| 21,4   | 30-44 ans    | 21,5   |
| 13,5   | 15-29 ans    | 14,4   |
| 23,3   | 0-14 ans     | 20,7   |

| Hommes | Classe d’âge | Femmes |
| ------ | ------------ | ------ |
| 0,5    | 90 ou +      | 1,6    |
| 5,6    | 75-89 ans    | 8,9    |
| 16,7   | 60-74 ans    | 18,1   |
| 20,2   | 45-59 ans    | 19,2   |
| 18,9   | 30-44 ans    | 18,1   |
| 18,2   | 15-29 ans    | 16,2   |
| 19,9   | 0-14 ans     | 17,9   |

## Culture locale et patrimoine

### Lieux et monuments

#### Monument historique
- Le château de Berles-Monchel. Il est construit en deux temps par la famille Lallart : une première maison, édifiée en 1730, est agrandie et complétée au début du XIXe siècle. l'ensemble est orné d'un parc à l'anglaise. Le château, sa ferme et le parc sont inscrits au titre des monuments historiques depuis le 2 mai 2016[38].

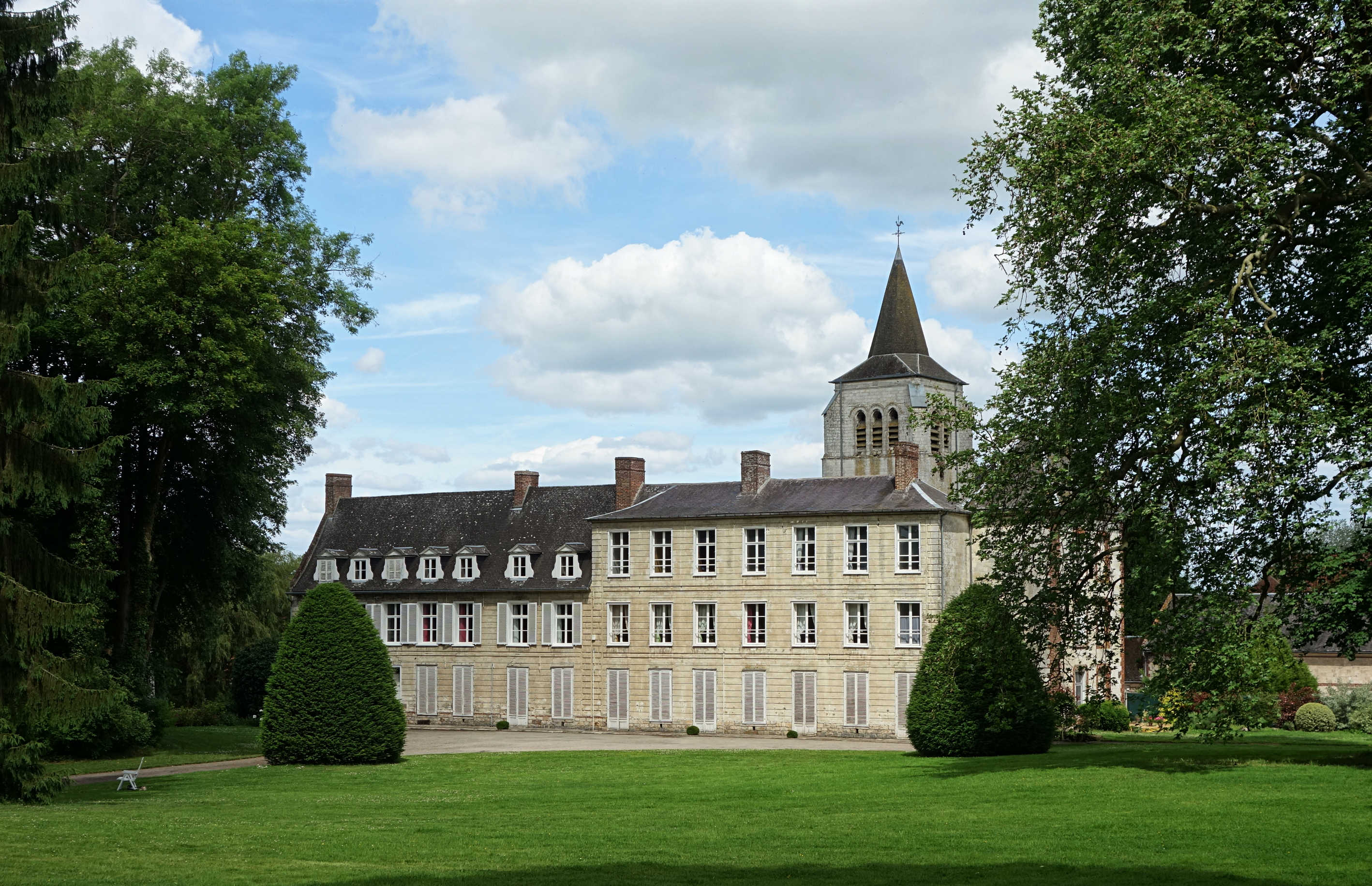
Le château de Berles-Monchel.

#### Autres monuments
- L'église Saint-Léger, qui est une église fortifiée.
- Le monument aux morts* Le monument aux morts[39].
- La stèle aux victimes civiles du 22 mai 1940, hameau de Vandelicourt.
- La stèle à la résistance.

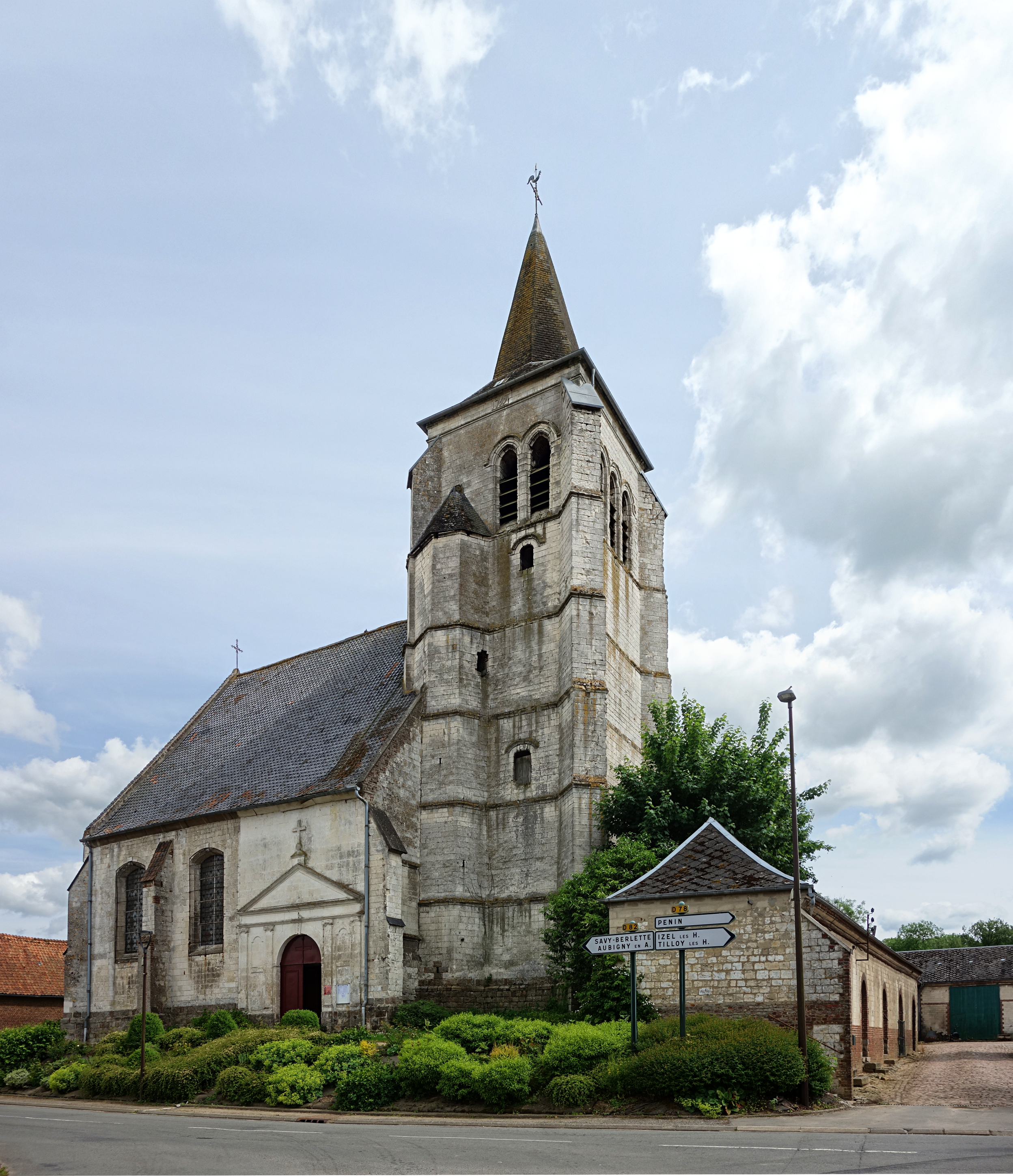
L'église.
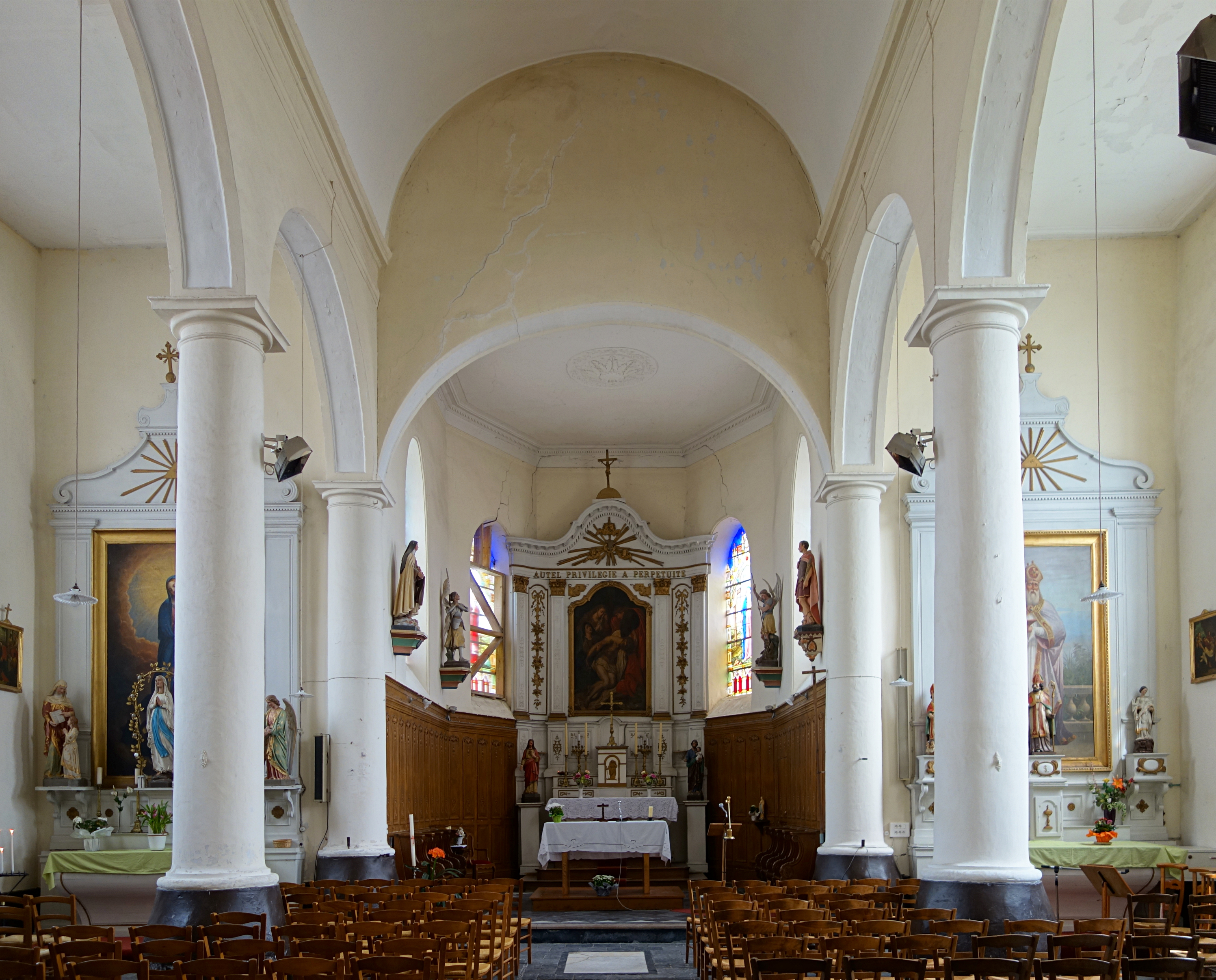
La nef.

### Héraldique
| Blason de Berles-Monchel | Blason  | D'azur à la fasce d'argent accompagnée de six quintefeuilles du même, trois rangées en chef et trois rangées en pointe. |
| Blason de Berles-Monchel | Détails | Le statut officiel du blason reste à déterminer.                                                                        |

## Pour approfondir